# Lomandra filiformis
Lomandra filiformis là một loài thực vật có hoa trong họ Măng tây. Loài này được (Thunb.) Britten mô tả khoa học đầu tiên năm 1905.

## Hình ảnh

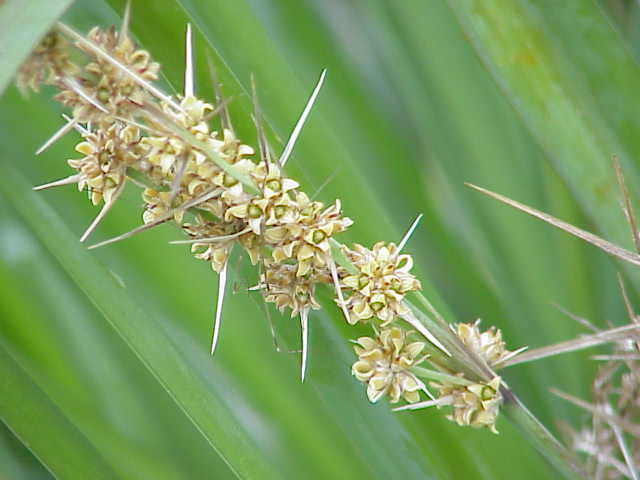